# Crucitas
Crucitas är en ort i Mexiko.   Den ligger i kommunen Valle de Santiago och delstaten Guanajuato, i den centrala delen av landet, 240 km väster om huvudstaden Mexico City. Crucitas ligger 1 865 meter över havet och antalet invånare är 508.
Terrängen runt Crucitas är kuperad söderut, men norrut är den platt. Runt Crucitas är det ganska tätbefolkat, med 166 invånare per kvadratkilometer. Närmaste större samhälle är Valle de Santiago, 4,0 km norr om Crucitas. Trakten runt Crucitas består till största delen av jordbruksmark.